# Дики (Северна Дакота)
Дики (енгл. Dickey) град је у америчкој савезној држави Северна Дакота.

## Демографија
По попису из 2010. године број становника је 42, што је 15 (-26,3%) становника мање него 2000. године.
| Група             | 2000.       | 2010.       |
| Белци             | 57 (100,0%) | 42 (100,0%) |
| Афроамериканци    | 0 (0,0%)    | 0 (0,0%)    |
| Азијати           | 0 (0,0%)    | 0 (0,0%)    |
| Хиспаноамериканци | 0 (0,0%)    | 0 (0,0%)    |
| Укупно            | 57          | 42          |